# مارچلو آلیپراندی
مارچلو آلیپراندی ( ایتالیایی: Marcello Aliprandi; ۲ ژانویهٔ ۱۹۳۴ – ۲۶ اوت ۱۹۹۷) کارگردان فیلم و فیلم‌نامه‌نویس ارمنی‌تبار اهل ایتالیا بود. وی بین سال‌های ۱۹۶۰ تا ۱۹۹۷ میلادی فعالیت می‌کرد.

## زندگی‌نامه
وی در ۲ ژانویهٔ ۱۹۳۴ در رم به دنیا آمد و از آکادمی هنری Silvio D'Amico فارغ‌التحصیل گشت.  وی در ۲۶ اوت ۱۹۹۷ در سن ۶۳ سالگی در رم درگذشت